# Damon medius
Damon medius is een soort zweepspin (Amblypygi). Hij komt voor in Benin, Ghana, Guinee, Ivoorkust, Kameroen, Liberia, Mali,
Nigeria, Sao Tomé en Principe, Senegal, Sierra Leone en Togo.